# Erica globiceps
Erica globiceps är en ljungväxtart. Erica globiceps ingår i släktet klockljungssläktet, och familjen ljungväxter.

## Underarter
Arten delas in i följande underarter:
- E. g. consors
- E. g. globiceps
- E. g. gracilis